# Черна калина
Черна калина (Viburnum lantana) е вид калина, разпространена в централна, южна и западна Европа (ареалът ѝ на север стига до Йоркшайър в Англия, обхваща северозападна Африка и югозападна Азия. Представлява храст или малко дърво с височина до 4-5 m.

## Описание
Листата на черната калина са овални, прости, срещуположни, дълги 6-13 cm и широки 4-9 cm, фино назъбени, от долната страна покрити със сив мъх.
Цветчетата са кремавобели, с диаметър 5 mm, събрани в гъсти съцветия тип „сенник“. Черната калина цъфти от април до юни.
Плодовете са кръгли, около 8 mm в диаметър, тип „ягода“, в началото са червени, след узряване черни и съдържат едно семе.